# Buarainech
En la mitología irlandesa, Buarainech era un gigante, padre de Balar, el rey de los fomorianos, seres semi-divinos que habrían habitado Irlanda en tiempos inmemoriales. Squire glosa el nombre como 'con cara de vaca'.